# کلارا تیزی

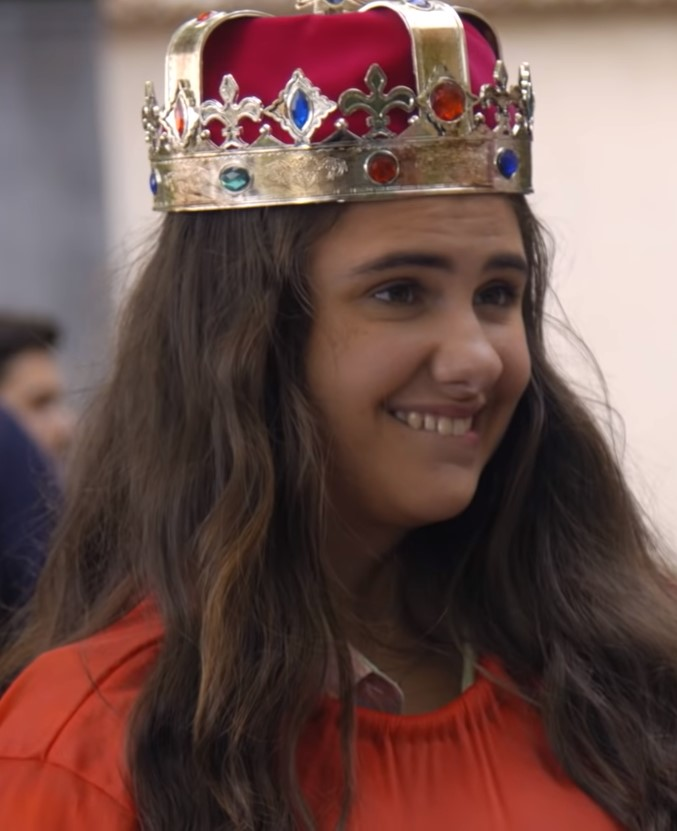
کلارا تیزی، بازیگر برزیلی در سال ۲۰۱۹

کلارا گالیانی تیزی دیاس واز (برازیلیا، ۱۴ ژوئن ۱۹۹۹) یک بازیگر برزیلی است.
در سال ۲۰۱۸، با کار در کلمبیا به زبان اسپانیایی، در اولین کار بین‌المللی خود در تلویزیون در سریال آمریکایی لاتین نیکلودئون نوبز، با بازی در نقش لورا کالز، اولین کار خود را در تلویزیون آغاز کرد. شخصیتی که توسط خودش به پرتغالی دوبله شد تا در برزیل نمایش داده شود.

## فیلم‌شناسی

### تلویزیون
| آنو       | عنوان                      | نقش                                          | یادداشت                                 | منبع               |
| --------- | -------------------------- | -------------------------------------------- | --------------------------------------- | ------------------ |
| ۲۰۰۷–۰۹   | تکا و تلویزیون             | تکا                                          |                                         | [ ۵ ] [ ۶ ]        |
| ۲۰۰۷      | O Segredo da Princesa Lili | ایروانا (کامئو)                              | ویژه د فیم د آنو                        |                    |
| ۲۰۰۹      | مالهسائو                   | دوست لتیسیا                                  | قسمت ۱۶                                 | [ ۷ ]              |
| ۲۰۱۰      | Ti Ti Ti                   | ماریا بئاتریز اسپینا (مآبی)                  |                                         | [ ۸ ]              |
| ۲۰۱۲      | شورشی                      | ماریانا                                      | اپیزودیوها: "1 de agosto–12 de outubro" | [ ۹ ]              |
| ۲۰۱۳–۱۴   | Malhação Casa Cheia        | کلارا                                        | قسمت ۲۱                                 | [ ۱۰ ]             |
| ۲۰۱۸–۲۰۲۰ | Noobees                    | لورا کالز                                    |                                         | [ ۲ ] [ ۳ ] [ ۱۱ ] |
| ۲۰۱۹      | Férias em Família          | ماریا ایزابل (بل)                            |                                         | [ ۱۲ ] [ ۱۳ ]      |
| ۲۰۲۰      | اراموس سیس                 | Emiliana Amaral Marcondes de Bueno (بزرگسال) | اپیزودیوها: "26–27 de março"            | [ ۱۴ ] [ ۱۵ ]      |

### فیلم
| سال  | عنوان                     | نقش                           | منبع                 |
| ---- | ------------------------- | ----------------------------- | -------------------- |
| ۲۰۱۴ | Confissões de Adolescente | کارینا                        | [ ۱۶ ] [ ۱۷ ] [ ۱۸ ] |
| ۲۰۱۶ | É فدا!                    | پریسیلا                       | [ ۱۹ ] [ ۲۰ ]        |
| ۲۰۱۹ | Noobees                   | لورا کالس (صدا؛ نسخه پرتغالی) | [ ۴ ] [ ۱۱ ]         |

## جوایز و نامزدها
| سال  | جایزه                                  | دسته‌بندی                  | نقش              | نتیجه | منبع                 |
| ---- | -------------------------------------- | ------------------------- | ---------------- | ----- | -------------------- |
| ۲۰۱۰ | Prêmio Arte Qualidade Brasil           | ملهور عطریز کودک/جوان     | Mabi on Ti Ti Ti | برنده | [ ۲۲ ] [ ۲۳ ]        |
| ۲۰۱۰ | تلویزیون Prêmio Melhores da Revista da | Revelação                 | Mabi on Ti Ti Ti | برنده | [ ۲۴ ]               |
| ۲۰۱۱ | مینه نوولا                             | اطفال آتریز               | Mabi on Ti Ti Ti | برنده | [ ۲۵ ]               |
| ۲۰۱۱ | مینه نوولا                             | Revelação (محبوب votação) | Mabi on Ti Ti Ti | برنده |                      |
| ۲۰۱۱ | ملهورس دو آنو                          | ملهور اتور او آتریز میرم  | Mabi on Ti Ti Ti | برنده | [ ۲۶ ] [ ۲۷ ] [ ۲۸ ] |
| ۲۰۱۱ | Prêmio Contigo! تلویزیون               | ملهور عطریز نوزادی        | Mabi on Ti Ti Ti | برنده | [ ۲۹ ] [ ۳۰ ]        |